# Facondo
Facondo  è un nome proprio di persona italiano maschile.

## Varianti
- Maschili:
  - Alterati: Facondino[2]
- Femminile: Faconda[3][4]

### Varianti in altre lingue
- Basco: Pakunda[5]
- Catalano: Facund[5]
- Latino: Facundus
- Spagnolo: Facundo[5]
  - Ipocoristici: Cundo[5]

## Origine e diffusione
Deriva dal nome gentilizio latino, poi nome personale di età imperiale, Facundus, "facondo", "che parla bene", "eloquente" (da fari, "parlare"). Riflette il culto di un martire galiziano. 
In Italia questo nome è ormai molto raro e usato prevalentemente nel centro-nord. La variante spagnola Facundo, popolare durante il Medioevo in Castiglia e León, mantiene una certa diffusione in Argentina, Uruguay e Colombia, probabilmente per la notorietà del caudillo Juan Facundo Quiroga, la cui vicenda fu oggetto dell'opera Facundo, o civiltà e barbarie di Domingo Faustino Sarmiento.

## Onomastico
L'onomastico si festeggia il 27 novembre in ricordo di san Facondo, martire in Galizia con san Primitivo

## Persone
- Facondo di Ermiane, vescovo romano

### Variante Facundo
- Facundo Arana, attore argentino

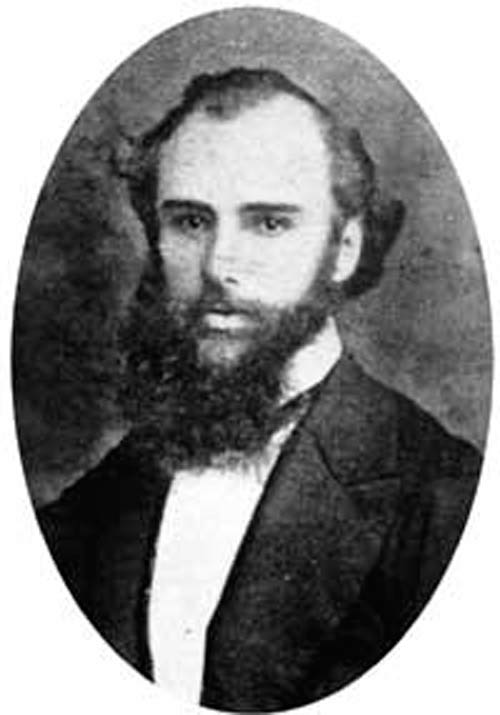
Facundo Machaín

- Facundo Argüello, tennista argentino
- Facundo Bacardi, imprenditore spagnolo naturalizzato cubano
- Facundo Bagnis, tennista argentino
- Facundo Cabral, cantautore argentino
- Facundo Conte, pallavolista argentino
- Facundo Ferreyra, calciatore argentino
- Facundo Machaín, politico paraguaiano
- Facundo Parra, calciatore argentino
- Facundo Píriz, calciatore uruguaiano
- Facundo Roncaglia, calciatore argentino
- Facundo Sava, calciatore argentino